# فهرست خورشیدگرفتگی‌های سده ۲ (میلادی)
این فهرست شامل خورشیدگرفتگی‌های قرن دوم پس از میلاد است که در طی دورهٔ سال ۱۰۱ میلادی تا ۲۰۰ میلادی روی داده‌اند. در این دوره، ۲۳۷ خورشیدگرفتگی رخ داد که ۸۰ مورد آن خورشیدگرفتگی جزئی، ۷۷ مورد خورشیدگرفتگی حلقه‌ای، ۶۴ خورشیدگرفتگی کامل و ۱۶ مورد نیز از نوع خورشیدگرفتگی مرکب بود.
| تاریخ          | زمان بزرگ‌ترین گرفت | چرخهٔ ساروس | نوع   | قدر    | مدت زمان          | مکان                                            | مسیر گرفتگی            | ناحیهٔ جغرافیایی | منبع(ها) |
| -------------- | ------------------ | ---------- | ----- | ------ | ----------------- | ----------------------------------------------- | ---------------------- | --------------- | -------- |
| ۱۷ژوئیه ۱۰۱    | ۱۰:۴۴:۰۹           | ۵۲         | جزئی  | ۰٫۱۱۰۱ | —                 | ۶۸°۱۲′شمالی ۴۶°۴۲′شرقی / ۶۸٫۲°شمالی ۴۶٫۷°شرقی   | —                      |                 | [ ۱ ]    |
| ۱۶ فوریه ۱۰۱   | ۰۰:۳۰:۳۳           | ۹۰         | جزئی  | ۰٫۳۸۵۳ | —                 | ۷۰°۴۲′جنوبی ۱۲°۴۸′غربی / ۷۰٫۷°جنوبی ۱۲٫۸°غربی   | —                      |                 | [ ۱ ]    |
| ۱۴ژوئن ۱۰۱     | ۰۳:۳۳:۰۱           | ۵۷         | جزئی  | ۰٫۲۷۵۳ | —                 | ۶۷°۳۰′جنوبی ۱۶۰°۰۶′شرقی / ۶۷٫۵°جنوبی ۱۶۰٫۱°شرقی | —                      |                 | [ ۱ ]    |
| ۱۲اوت ۱۰۱      | ۱۵:۵۸:۵۷           | ۹۵         | جزئی  | ۰٫۳۳۷۲ | —                 | ۷۰°۰۰′شمالی ۱۲۱°۲۴′شرقی / ۷۰٫۰°شمالی ۱۲۱٫۴°شرقی | —                      |                 | [ ۱ ]    |
| ۶ژوئیه ۱۰۲     | ۲۳:۲۳:۱۲           | ۶۲         | کامل  | ۱٫۰۳۲۳ | ۰۳ دقیقه ۰۰ ثانیه | ۲۵°۵۴′شمالی ۱۲۹°۳۰′غربی / ۲۵٫۹°شمالی ۱۲۹٫۵°غربی | ۱۶۵ کیلومتر (۱۰۳ مایل) |                 | [ ۱ ]    |
| ۳ژوئن ۱۰۲      | ۰۵:۳۸:۵۳           | ۶۷         | حلقوی | ۰٫۹۴۳۹ | ۰۷ دقیقه ۳۳ ثانیه | ۱۸°۵۴′جنوبی ۱۳۶°۱۸′شرقی / ۱۸٫۹°جنوبی ۱۳۶٫۳°شرقی | ۲۸۰ کیلومتر (۱۷۰ مایل) |                 | [ ۱ ]    |
| ۲۷ دسامبر ۱۰۲  | ۱۵:۰۶:۱۶           | ۷۲         | کامل  | ۱٫۰۴۵۴ | ۰۴ دقیقه ۱۵ ثانیه | ۱۹°۲۴′جنوبی ۵°۱۸′غربی / ۱۹٫۴°جنوبی ۵٫۳°غربی     | ۱۵۲ کیلومتر (۹۴ مایل)  |                 | [ ۱ ]    |
| ۲۲ژوئن ۱۰۳     | ۰۶:۴۲:۰۹           | ۷۷         | حلقوی | ۰٫۹۶۵۴ | ۰۴ دقیقه ۰۲ ثانیه | ۲۹°۲۴′شمالی ۱۱۷°۳۶′شرقی / ۲۹٫۴°شمالی ۱۱۷٫۶°شرقی | ۱۲۵ کیلومتر (۷۸ مایل)  |                 | [ ۱ ]    |
| ۱۷ دسامبر ۱۰۳  | ۰۵:۱۲:۱۴           | ۸۲         | مرکب  | ۱٫۰۰۱۹ | ۰۰ دقیقه ۰۹ ثانیه | ۶۱°۳۰′جنوبی ۱۳۱°۰۰′شرقی / ۶۱٫۵°جنوبی ۱۳۱٫۰°شرقی | ۹ کیلومتر (۵٫۶ مایل)   |                 | [ ۱ ]    |
| ۱۰ژوئن ۱۰۴     | ۱۳:۳۱:۴۴           | ۸۷         | مرکب  | ۱٫۰۰۸۷ | ۰۰ دقیقه ۳۳ ثانیه | ۷۷°۳۶′شمالی ۳۴°۵۴′غربی / ۷۷٫۶°شمالی ۳۴٫۹°غربی   | ۵۹ کیلومتر (۳۷ مایل)   |                 | [ ۱ ]    |
| ۵ دسامبر ۱۰۴   | ۱۳:۲۰:۵۴           | ۹۲         | جزئی  | ۰٫۳۳۱۸ | —                 | ۶۴°۱۲′جنوبی ۱۳۱°۱۸′غربی / ۶۴٫۲°جنوبی ۱۳۱٫۳°غربی | —                      |                 | [ ۱ ]    |
| ۱ مه ۱۰۵       | ۲۰:۲۴:۴۴           | ۵۹         | کامل  | ۱٫۰۶۴۳ | ۰۴ دقیقه ۲۱ ثانیه | ۵۰°۴۲′جنوبی ۴۹°۳۶′غربی / ۵۰٫۷°جنوبی ۴۹٫۶°غربی   | ۷۱۶ کیلومتر (۴۴۵ مایل) |                 | [ ۱ ]    |
| ۲۵ اکتبر ۱۰۵   | ۱۹:۰۷:۵۶           | ۶۴         | حلقوی | ۰٫۹۱۱۴ | ۰۸ دقیقه ۰۴ ثانیه | ۵۳°۰۰′شمالی ۲۵°۴۸′غربی / ۵۳٫۰°شمالی ۲۵٫۸°غربی   | ۲۹۹ کیلومتر (۱۸۶ مایل) |                 | [ ۱ ]    |
| ۲۱ آوریل۱۰۶    | ۱۳:۲۵:۰۳           | ۶۹         | کامل  | ۱٫۰۶۲۳ | ۰۵ دقیقه ۲۲ ثانیه | ۰°۴۲′جنوبی ۲۳°۳۰′شرقی / ۰٫۷°جنوبی ۲۳٫۵°شرقی     | ۲۰۹ کیلومتر (۱۳۰ مایل) |                 | [ ۱ ]    |
| ۱۴ اکتبر ۱۰۶   | ۲۰:۴۸:۰۹           | ۷۴         | حلقوی | ۰٫۹۵۸۳ | ۰۴ دقیقه ۲۹ ثانیه | ۴°۴۲′شمالی ۸۸°۵۴′غربی / ۴٫۷°شمالی ۸۸٫۹°غربی     | ۱۵۶ کیلومتر (۹۷ مایل)  |                 | [ ۱ ]    |
| ۱۱ آوریل۱۰۷    | ۰۲:۵۱:۱۲           | ۷۹         | مرکب  | ۱٫۰۰۶۹ | ۰۰ دقیقه ۳۵ ثانیه | ۳۵°۴۸′شمالی ۱۵۸°۳۶′شرقی / ۳۵٫۸°شمالی ۱۵۸٫۶°شرقی | ۲۸ کیلومتر (۱۷ مایل)   |                 | [ ۱ ]    |
| ۴ اکتبر ۱۰۷    | ۰۵:۴۵:۲۶           | ۸۴         | مرکب  | ۱٫۰۱۴۹ | ۰۱ دقیقه ۱۵ ثانیه | ۲۸°۰۶′جنوبی ۱۱۵°۳۶′شرقی / ۲۸٫۱°جنوبی ۱۱۵٫۶°شرقی | ۵۷ کیلومتر (۳۵ مایل)   |                 | [ ۱ ]    |
| ۲۹ فوریه ۱۰۸   | ۱۷:۱۵:۴۰           | ۵۱         | جزئی  | ۰٫۰۰۸۲ | —                 | ۶۱°۰۶′جنوبی ۶۹°۱۸′شرقی / ۶۱٫۱°جنوبی ۶۹٫۳°شرقی   | —                      |                 | [ ۱ ]    |
| ۳۰ مارس ۱۰۸    | ۰۹:۱۲:۰۹           | ۸۹         | جزئی  | ۰٫۳۷۳۸ | —                 | ۶۰°۴۸′شمالی ۱۳°۱۲′غربی / ۶۰٫۸°شمالی ۱۳٫۲°غربی   | —                      |                 | [ ۱ ]    |
| ۲۴اوت ۱۰۸      | ۱۱:۵۲:۱۱           | ۵۶         | جزئی  | ۰٫۱۶۰۸ | —                 | ۶۱°۳۰′شمالی ۱۵۴°۱۲′شرقی / ۶۱٫۵°شمالی ۱۵۴٫۲°شرقی | —                      |                 | [ ۱ ]    |
| ۲۲ سپتامبر ۱۰۸ | ۲۰:۳۲:۲۱           | ۹۴         | جزئی  | ۰٫۷۴۷۶ | —                 | ۶۰°۴۸′جنوبی ۱۷۹°۰۶′غربی / ۶۰٫۸°جنوبی ۱۷۹٫۱°غربی | —                      |                 | [ ۱ ]    |
| ۱۷ فوریه ۱۰۹   | ۱۷:۰۴:۰۱           | ۶۱         | حلقوی | ۰٫۹۳۲۵ | ۰۵ دقیقه ۲۱ ثانیه | ۵۹°۳۰′جنوبی ۱۵°۱۲′شرقی / ۵۹٫۵°جنوبی ۱۵٫۲°شرقی   | ۴۷۵ کیلومتر (۲۹۵ مایل) |                 | [ ۱ ]    |
| ۱۴اوت ۱۰۹      | ۰۳:۲۰:۱۳           | ۶۶         | کامل  | ۱٫۰۲۷۶ | ۰۱ دقیقه ۵۱ ثانیه | ۵۸°۲۴′شمالی ۱۵۳°۱۲′غربی / ۵۸٫۴°شمالی ۱۵۳٫۲°غربی | ۱۴۷ کیلومتر (۹۱ مایل)  |                 | [ ۱ ]    |
| ۶ فوریه ۱۱۰    | ۲۱:۳۱:۰۵           | ۷۱         | حلقوی | ۰٫۹۸۲۹ | ۰۱ دقیقه ۴۳ ثانیه | ۲۱°۲۴′جنوبی ۹۶°۲۴′غربی / ۲۱٫۴°جنوبی ۹۶٫۴°غربی   | ۶۱ کیلومتر (۳۸ مایل)   |                 | [ ۱ ]    |
| ۳اوت ۱۱۰       | ۱۳:۲۷:۳۲           | ۷۶         | حلقوی | ۰٫۹۸۱۲ | ۰۲ دقیقه ۰۰ ثانیه | ۲۰°۰۶′شمالی ۱۹°۰۶′شرقی / ۲۰٫۱°شمالی ۱۹٫۱°شرقی   | ۶۷ کیلومتر (۴۲ مایل)   |                 | [ ۱ ]    |
| ۲۷ژوئیه ۱۱۱    | ۰۹:۰۳:۰۳           | ۸۱         | کامل  | ۱٫۰۲۹۹ | ۰۲ دقیقه ۴۷ ثانیه | ۱۶°۱۸′شمالی ۷۵°۱۲′شرقی / ۱۶٫۳°شمالی ۷۵٫۲°شرقی   | ۱۲۶ کیلومتر (۷۸ مایل)  |                 | [ ۱ ]    |
| ۲۳ژوئن ۱۱۱     | ۱۶:۳۱:۵۵           | ۸۶         | حلقوی | ۰٫۹۴۲۱ | ۰۷ دقیقه ۰۳ ثانیه | ۲۵°۱۲′جنوبی ۴۲°۰۰′غربی / ۲۵٫۲°جنوبی ۴۲٫۰°غربی   | ۳۱۴ کیلومتر (۱۹۵ مایل) |                 | [ ۱ ]    |
| ۱۸ دسامبر ۱۱۱  | ۱۴:۰۸:۲۲           | ۵۳         | جزئی  | ۰٫۲۲۸۵ | —                 | ۶۶°۰۶′جنوبی ۱۷۸°۳۰′شرقی / ۶۶٫۱°جنوبی ۱۷۸٫۵°شرقی | —                      |                 | [ ۱ ]    |
| ۱۷ژوئیه ۱۱۲    | ۰۰:۳۸:۴۹           | ۹۱         | جزئی  | ۰٫۵۲۱۷ | —                 | ۶۳°۳۰′شمالی ۱۷۴°۲۴′شرقی / ۶۳٫۵°شمالی ۱۷۴٫۴°شرقی | —                      |                 | [ ۱ ]    |
| ۱۲ژوئن ۱۱۲     | ۰۳:۲۹:۰۳           | ۵۸         | جزئی  | ۰٫۴۰۴۸ | —                 | ۶۶°۴۸′شمالی ۱۵°۴۸′غربی / ۶۶٫۸°شمالی ۱۵٫۸°غربی   | —                      |                 | [ ۱ ]    |
| ۱۱ژوئن ۱۱۲     | ۱۷:۰۰:۲۶           | ۹۶         | جزئی  | ۰٫۱۴۷۵ | —                 | ۶۴°۱۲′جنوبی ۶۶°۱۸′غربی / ۶۴٫۲°جنوبی ۶۶٫۳°غربی   | —                      |                 | [ ۱ ]    |
| ۷ دسامبر ۱۱۲   | ۰۲:۵۴:۳۳           | ۶۳         | حلقوی | ۰٫۹۸۲۵ | ۰۱ دقیقه ۱۳ ثانیه | ۷۵°۳۰′جنوبی ۱۷۱°۴۲′شرقی / ۷۵٫۵°جنوبی ۱۷۱٫۷°شرقی | ۱۰۳ کیلومتر (۶۴ مایل)  |                 | [ ۱ ]    |
| ۱ژوئن ۱۱۳      | ۱۲:۲۴:۳۰           | ۶۸         | کامل  | ۱٫۰۳۱۰ | ۰۲ دقیقه ۲۹ ثانیه | ۵۲°۰۶′شمالی ۲۸°۴۲′شرقی / ۵۲٫۱°شمالی ۲۸٫۷°شرقی   | ۱۲۱ کیلومتر (۷۵ مایل)  |                 | [ ۱ ]    |
| ۲۶ نوامبر ۱۱۳  | ۰۸:۵۴:۲۸           | ۷۳         | حلقوی | ۰٫۹۳۶۹ | ۰۷ دقیقه ۴۴ ثانیه | ۲۷°۳۶′جنوبی ۸۲°۴۲′شرقی / ۲۷٫۶°جنوبی ۸۲٫۷°شرقی   | ۲۳۶ کیلومتر (۱۴۷ مایل) |                 | [ ۱ ]    |
| ۲۲ مه ۱۱۴      | ۰۳:۳۲:۴۳           | ۷۸         | کامل  | ۱٫۰۷۵۳ | ۰۷ دقیقه ۰۶ ثانیه | ۴°۳۶′شمالی ۱۶۶°۱۲′شرقی / ۴٫۶°شمالی ۱۶۶٫۲°شرقی   | ۲۵۳ کیلومتر (۱۵۷ مایل) |                 | [ ۱ ]    |
| ۱۵ نوامبر ۱۱۴  | ۰۸:۴۱:۰۳           | ۸۳         | حلقوی | ۰٫۹۱۴۹ | ۱۱ دقیقه ۵۳ ثانیه | ۱۶°۱۸′شمالی ۹۱°۳۰′شرقی / ۱۶٫۳°شمالی ۹۱٫۵°شرقی   | ۳۹۵ کیلومتر (۲۴۵ مایل) |                 | [ ۱ ]    |
| ۱۱ مه ۱۱۵      | ۲۰:۴۸:۵۴           | ۸۸         | کامل  | ۱٫۰۱۱۷ | —                 | ۶۹°۳۶′جنوبی ۶۲°۳۰′غربی / ۶۹٫۶°جنوبی ۶۲٫۵°غربی   | —                      |                 | [ ۱ ]    |
| ۴ نوامبر ۱۱۵   | ۰۸:۵۹:۲۳           | ۹۳         | جزئی  | ۰٫۵۶۵۷ | —                 | ۷۰°۱۸′شمالی ۱۲۱°۴۸′شرقی / ۷۰٫۳°شمالی ۱۲۱٫۸°شرقی | —                      |                 | [ ۱ ]    |
| ۱ آوریل۱۱۶     | ۰۰:۴۷:۴۸           | ۶۰         | حلقوی | ۰٫۹۸۳۰ | ۰۱ دقیقه ۱۹ ثانیه | ۵۸°۵۴′شمالی ۱۷۷°۵۴′شرقی / ۵۸٫۹°شمالی ۱۷۷٫۹°شرقی | ۱۱۸ کیلومتر (۷۳ مایل)  |                 | [ ۱ ]    |
| ۲۴ سپتامبر ۱۱۶ | ۰۴:۲۷:۲۸           | ۶۵         | کامل  | ۱٫۰۲۳۹ | ۰۱ دقیقه ۳۹ ثانیه | ۵۸°۳۶′جنوبی ۱۱۸°۱۲′شرقی / ۵۸٫۶°جنوبی ۱۱۸٫۲°شرقی | ۱۸۲ کیلومتر (۱۱۳ مایل) |                 | [ ۱ ]    |
| ۲۱ مارس ۱۱۷    | ۰۵:۰۱:۱۴           | ۷۰         | حلقوی | ۰٫۹۴۴۹ | ۰۶ دقیقه ۵۹ ثانیه | ۶°۳۶′شمالی ۱۴۳°۳۶′شرقی / ۶٫۶°شمالی ۱۴۳٫۶°شرقی   | ۲۰۵ کیلومتر (۱۲۷ مایل) |                 | [ ۱ ]    |
| ۱۳ سپتامبر ۱۱۷ | ۲۰:۱۱:۳۲           | ۷۵         | کامل  | ۱٫۰۶۱۲ | ۰۵ دقیقه ۲۹ ثانیه | ۵°۵۴′جنوبی ۸۸°۰۰′غربی / ۵٫۹°جنوبی ۸۸٫۰°غربی     | ۲۰۴ کیلومتر (۱۲۷ مایل) |                 | [ ۱ ]    |
| ۱۰ مارس ۱۱۸    | ۰۴:۵۹:۵۵           | ۸۰         | حلقوی | ۰٫۹۳۶۳ | ۰۶ دقیقه ۴۷ ثانیه | ۴۰°۰۶′جنوبی ۱۶۰°۵۴′شرقی / ۴۰٫۱°جنوبی ۱۶۰٫۹°شرقی | ۲۹۵ کیلومتر (۱۸۳ مایل) |                 | [ ۱ ]    |
| ۳ سپتامبر ۱۱۸  | ۱۲:۰۱:۴۹           | ۸۵         | کامل  | ۱٫۰۳۶۸ | ۰۳ دقیقه ۰۲ ثانیه | ۳۸°۵۴′شمالی ۴۹°۳۰′شرقی / ۳۸٫۹°شمالی ۴۹٫۵°شرقی   | ۱۴۵ کیلومتر (۹۰ مایل)  |                 | [ ۱ ]    |
| ۲۸ژوئیه ۱۱۹    | ۱۹:۰۰:۱۴           | ۵۲         | جزئی  | ۰٫۰۸۷۷ | —                 | ۶۹°۱۲′شمالی ۸۹°۵۴′غربی / ۶۹٫۲°شمالی ۸۹٫۹°غربی   | —                      |                 | [ ۱ ]    |
| ۲۷ فوریه ۱۱۹   | ۰۸:۱۱:۲۵           | ۹۰         | جزئی  | ۰٫۴۵۲۷ | —                 | ۷۱°۲۴′جنوبی ۱۴۲°۱۲′غربی / ۷۱٫۴°جنوبی ۱۴۲٫۲°غربی | —                      |                 | [ ۱ ]    |
| ۲۵ژوئن ۱۱۹     | ۱۰:۲۳:۳۴           | ۵۷         | جزئی  | ۰٫۱۴۵۹ | —                 | ۶۸°۳۰′جنوبی ۴۵°۲۴′شرقی / ۶۸٫۵°جنوبی ۴۵٫۴°شرقی   | —                      |                 | [ ۱ ]    |
| ۲۳اوت ۱۱۹      | ۲۳:۲۳:۰۷           | ۹۵         | جزئی  | ۰٫۴۲۳۲ | —                 | ۷۰°۴۸′شمالی ۳°۱۲′غربی / ۷۰٫۸°شمالی ۳٫۲°غربی     | —                      |                 | [ ۱ ]    |
| ۱۸ژوئیه ۱۲۰    | ۰۸:۰۳:۳۴           | ۶۲         | کامل  | ۱٫۰۳۵۹ | ۰۳ دقیقه ۱۶ ثانیه | ۲۸°۱۲′شمالی ۹۶°۵۴′شرقی / ۲۸٫۲°شمالی ۹۶٫۹°شرقی   | ۱۸۵ کیلومتر (۱۱۵ مایل) |                 | [ ۱ ]    |
| ۱۳ژوئن ۱۲۰     | ۱۲:۰۵:۳۷           | ۶۷         | حلقوی | ۰٫۹۴۰۷ | ۰۷ دقیقه ۳۶ ثانیه | ۲۶°۵۴′جنوبی ۳۶°۰۰′شرقی / ۲۶٫۹°جنوبی ۳۶٫۰°شرقی   | ۳۳۶ کیلومتر (۲۰۹ مایل) |                 | [ ۱ ]    |
| ۶ژوئیه ۱۲۱     | ۲۳:۵۴:۰۷           | ۷۲         | کامل  | ۱٫۰۴۶۰ | ۰۴ دقیقه ۲۰ ثانیه | ۱۸°۱۲′جنوبی ۱۳۷°۰۰′غربی / ۱۸٫۲°جنوبی ۱۳۷٫۰°غربی | ۱۵۴ کیلومتر (۹۶ مایل)  |                 | [ ۱ ]    |
| ۲ژوئن ۱۲۱      | ۱۳:۱۷:۳۶           | ۷۷         | حلقوی | ۰٫۹۶۶۸ | ۰۴ دقیقه ۰۲ ثانیه | ۲۴°۱۸′شمالی ۱۹°۲۴′شرقی / ۲۴٫۳°شمالی ۱۹٫۴°شرقی   | ۱۲۰ کیلومتر (۷۵ مایل)  |                 | [ ۱ ]    |
| ۲۷ دسامبر ۱۲۱  | ۱۳:۵۰:۵۴           | ۸۲         | مرکب  | ۱٫۰۰۰۲ | ۰۰ دقیقه ۰۱ ثانیه | ۶۲°۰۰′جنوبی ۸°۱۸′شرقی / ۶۲٫۰°جنوبی ۸٫۳°شرقی     | ۱ کیلومتر (۰٫۶۲ مایل)  |                 | [ ۱ ]    |
| ۲۱ژوئن ۱۲۲     | ۲۰:۳۳:۴۷           | ۸۷         | کامل  | ۱٫۰۱۳۶ | ۰۰ دقیقه ۵۵ ثانیه | ۷۴°۰۰′شمالی ۱۰۹°۱۲′غربی / ۷۴٫۰°شمالی ۱۰۹٫۲°غربی | ۷۵ کیلومتر (۴۷ مایل)   |                 | [ ۱ ]    |
| ۱۶ دسامبر ۱۲۲  | ۲۱:۳۸:۵۹           | ۹۲         | جزئی  | ۰٫۳۳۱۱ | —                 | ۶۵°۱۲′جنوبی ۹۳°۳۶′شرقی / ۶۵٫۲°جنوبی ۹۳٫۶°شرقی   | —                      |                 | [ ۱ ]    |
| ۱۳ مه ۱۲۳      | ۰۳:۵۵:۴۴           | ۵۹         | جزئی  | ۰٫۹۷۷۲ | —                 | ۶۲°۲۴′جنوبی ۱۴۹°۵۴′غربی / ۶۲٫۴°جنوبی ۱۴۹٫۹°غربی | —                      |                 | [ ۱ ]    |
| ۱۱ژوئن ۱۲۳     | ۱۰:۴۰:۱۳           | ۹۷         | جزئی  | ۰٫۱۰۲۸ | —                 | ۶۴°۳۶′شمالی ۹۶°۲۴′غربی / ۶۴٫۶°شمالی ۹۶٫۴°غربی   | —                      |                 | [ ۱ ]    |
| ۶ نوامبر ۱۲۳   | ۰۳:۰۱:۲۰           | ۶۴         | حلقوی | ۰٫۹۰۹۸ | ۰۸ دقیقه ۲۰ ثانیه | ۵۴°۲۴′شمالی ۱۴۷°۳۶′غربی / ۵۴٫۴°شمالی ۱۴۷٫۶°غربی | —                      |                 | [ ۱ ]    |
| ۱ مه ۱۲۴       | ۲۰:۵۵:۰۹           | ۶۹         | کامل  | ۱٫۰۶۱۵ | ۰۵ دقیقه ۲۶ ثانیه | ۱°۰۶′جنوبی ۸۹°۱۲′غربی / ۱٫۱°جنوبی ۸۹٫۲°غربی     | ۲۱۱ کیلومتر (۱۳۱ مایل) |                 | [ ۱ ]    |
| ۲۵ اکتبر ۱۲۴   | ۰۴:۵۵:۰۴           | ۷۴         | حلقوی | ۰٫۹۵۸۸ | ۰۴ دقیقه ۳۱ ثانیه | ۱°۳۶′شمالی ۱۴۸°۱۸′شرقی / ۱٫۶°شمالی ۱۴۸٫۳°شرقی   | ۱۵۴ کیلومتر (۹۶ مایل)  |                 | [ ۱ ]    |
| ۲۱ آوریل۱۲۵    | ۱۰:۰۴:۰۱           | ۷۹         | مرکب  | ۱٫۰۰۶۳ | ۰۰ دقیقه ۳۲ ثانیه | ۳۶°۱۸′شمالی ۵۱°۴۸′شرقی / ۳۶٫۳°شمالی ۵۱٫۸°شرقی   | ۲۴ کیلومتر (۱۵ مایل)   |                 | [ ۱ ]    |
| ۱۴ اکتبر ۱۲۵   | ۱۴:۰۸:۵۳           | ۸۴         | مرکب  | ۱٫۰۱۵۳ | ۰۱ دقیقه ۱۶ ثانیه | ۳۱°۳۰′جنوبی ۱۰°۵۴′غربی / ۳۱٫۵°جنوبی ۱۰٫۹°غربی   | ۵۸ کیلومتر (۳۶ مایل)   |                 | [ ۱ ]    |
| ۱۰ آوریل۱۲۶    | ۱۶:۰۴:۴۲           | ۸۹         | جزئی  | ۰٫۴۸۳۷ | —                 | ۶۱°۰۰′شمالی ۱۲۵°۴۸′غربی / ۶۱٫۰°شمالی ۱۲۵٫۸°غربی | —                      |                 | [ ۱ ]    |
| ۴ سپتامبر ۱۲۶  | ۱۹:۵۶:۵۳           | ۵۶         | جزئی  | ۰٫۰۸۳۸ | —                 | ۶۱°۱۲′شمالی ۲۳°۳۰′شرقی / ۶۱٫۲°شمالی ۲۳٫۵°شرقی   | —                      |                 | [ ۱ ]    |
| ۴ اکتبر ۱۲۶    | ۰۴:۵۹:۰۴           | ۹۴         | جزئی  | ۰٫۷۹۳۸ | —                 | ۶۰°۴۸′جنوبی ۴۴°۴۸′شرقی / ۶۰٫۸°جنوبی ۴۴٫۸°شرقی   | —                      |                 | [ ۱ ]    |
| ۱ مارس ۱۲۷     | ۰۰:۲۵:۵۶           | ۶۱         | حلقوی | ۰٫۹۳۶۱ | ۰۵ دقیقه ۰۰ ثانیه | ۵۸°۰۶′جنوبی ۹۲°۰۶′غربی / ۵۸٫۱°جنوبی ۹۲٫۱°غربی   | ۵۱۸ کیلومتر (۳۲۲ مایل) |                 | [ ۱ ]    |
| ۲۵اوت ۱۲۷      | ۱۱:۰۳:۵۳           | ۶۶         | کامل  | ۱٫۰۲۰۳ | ۰۱ دقیقه ۲۲ ثانیه | ۵۷°۱۲′شمالی ۹۵°۳۰′شرقی / ۵۷٫۲°شمالی ۹۵٫۵°شرقی   | ۱۲۱ کیلومتر (۷۵ مایل)  |                 | [ ۱ ]    |
| ۱۸ فوریه ۱۲۸   | ۰۵:۲۶:۴۱           | ۷۱         | حلقوی | ۰٫۹۸۹۰ | ۰۱ دقیقه ۰۴ ثانیه | ۱۹°۱۲′جنوبی ۱۴۴°۴۸′شرقی / ۱۹٫۲°جنوبی ۱۴۴٫۸°شرقی | ۳۹ کیلومتر (۲۴ مایل)   |                 | [ ۱ ]    |
| ۱۳اوت ۱۲۸      | ۲۰:۳۶:۳۰           | ۷۶         | حلقوی | ۰٫۹۷۵۲ | ۰۲ دقیقه ۳۵ ثانیه | ۲۰°۱۸′شمالی ۸۷°۲۴′غربی / ۲۰٫۳°شمالی ۸۷٫۴°غربی   | ۸۹ کیلومتر (۵۵ مایل)   |                 | [ ۱ ]    |
| ۶ فوریه ۱۲۹    | ۱۷:۲۷:۰۱           | ۸۱         | کامل  | ۱٫۰۳۵۴ | ۰۳ دقیقه ۱۰ ثانیه | ۱۷°۰۶′شمالی ۵۲°۴۸′غربی / ۱۷٫۱°شمالی ۵۲٫۸°غربی   | ۱۴۴ کیلومتر (۸۹ مایل)  |                 | [ ۱ ]    |
| ۲اوت ۱۲۹       | ۲۳:۱۲:۳۷           | ۸۶         | حلقوی | ۰٫۹۳۹۸ | ۰۷ دقیقه ۲۰ ثانیه | ۲۱°۱۲′جنوبی ۱۴۳°۳۶′غربی / ۲۱٫۲°جنوبی ۱۴۳٫۶°غربی | ۲۹۵ کیلومتر (۱۸۳ مایل) |                 | [ ۱ ]    |
| ۲۸ دسامبر ۱۲۹  | ۲۲:۵۶:۴۰           | ۵۳         | جزئی  | ۰٫۲۱۷۹ | —                 | ۶۵°۰۶′جنوبی ۳۵°۳۰′شرقی / ۶۵٫۱°جنوبی ۳۵٫۵°شرقی   | —                      |                 | [ ۱ ]    |
| ۲۷ژوئیه ۱۳۰    | ۰۹:۱۵:۵۷           | ۹۱         | جزئی  | ۰٫۵۴۸۸ | —                 | ۶۲°۴۲′شمالی ۳۵°۰۶′شرقی / ۶۲٫۷°شمالی ۳۵٫۱°شرقی   | —                      |                 | [ ۱ ]    |
| ۲۳ژوئن ۱۳۰     | ۱۰:۰۹:۳۱           | ۵۸         | جزئی  | ۰٫۲۶۹۳ | —                 | ۶۵°۴۸′شمالی ۱۲۷°۰۶′غربی / ۶۵٫۸°شمالی ۱۲۷٫۱°غربی | —                      |                 | [ ۱ ]    |
| ۲۲ژوئن ۱۳۰     | ۲۳:۴۰:۱۳           | ۹۶         | جزئی  | ۰٫۲۸۰۸ | —                 | ۶۳°۱۸′جنوبی ۱۷۶°۳۰′غربی / ۶۳٫۳°جنوبی ۱۷۶٫۵°غربی | —                      |                 | [ ۱ ]    |
| ۱۸ دسامبر ۱۳۰  | ۱۱:۲۹:۵۵           | ۶۳         | حلقوی | ۰٫۹۸۰۰ | ۰۱ دقیقه ۲۲ ثانیه | ۷۶°۱۲′جنوبی ۵۹°۲۴′شرقی / ۷۶٫۲°جنوبی ۵۹٫۴°شرقی   | ۱۱۸ کیلومتر (۷۳ مایل)  |                 | [ ۱ ]    |
| ۱۲ژوئن ۱۳۱     | ۱۹:۳۲:۱۲           | ۶۸         | کامل  | ۱٫۰۳۳۵ | ۰۲ دقیقه ۳۱ ثانیه | ۵۸°۳۶′شمالی ۷۴°۴۸′غربی / ۵۸٫۶°شمالی ۷۴٫۸°غربی   | ۱۳۹ کیلومتر (۸۶ مایل)  |                 | [ ۱ ]    |
| ۷ دسامبر ۱۳۱   | ۱۷:۰۶:۴۹           | ۷۳         | حلقوی | ۰٫۹۳۴۷ | ۰۷ دقیقه ۵۹ ثانیه | ۲۹°۳۶′جنوبی ۳۹°۲۴′غربی / ۲۹٫۶°جنوبی ۳۹٫۴°غربی   | ۲۴۵ کیلومتر (۱۵۲ مایل) |                 | [ ۱ ]    |
| ۱ژوئن ۱۳۲      | ۱۰:۵۷:۱۶           | ۷۸         | کامل  | ۱٫۰۷۷۵ | ۰۷ دقیقه ۱۴ ثانیه | ۱۰°۵۴′شمالی ۵۳°۱۸′شرقی / ۱۰٫۹°شمالی ۵۳٫۳°شرقی   | ۲۵۵ کیلومتر (۱۵۸ مایل) |                 | [ ۱ ]    |
| ۲۵ نوامبر ۱۳۲  | ۱۶:۴۲:۰۲           | ۸۳         | حلقوی | ۰٫۹۱۴۴ | ۱۲ دقیقه ۱۶ ثانیه | ۱۳°۳۶′شمالی ۳۱°۰۶′غربی / ۱۳٫۶°شمالی ۳۱٫۱°غربی   | ۳۹۶ کیلومتر (۲۴۶ مایل) |                 | [ ۱ ]    |
| ۲۲ مه ۱۳۳      | ۰۴:۱۳:۳۵           | ۸۸         | کامل  | ۱٫۰۶۰۱ | ۰۴ دقیقه ۳۲ ثانیه | ۴۸°۵۴′جنوبی ۱۶۳°۳۶′شرقی / ۴۸٫۹°جنوبی ۱۶۳٫۶°شرقی | ۵۶۲ کیلومتر (۳۴۹ مایل) |                 | [ ۱ ]    |
| ۱۴ نوامبر ۱۳۳  | ۱۷:۱۱:۱۰           | ۹۳         | جزئی  | ۰٫۵۸۰۹ | —                 | ۶۹°۲۴′شمالی ۱۴°۲۴′غربی / ۶۹٫۴°شمالی ۱۴٫۴°غربی   | —                      |                 | [ ۱ ]    |
| ۱۲ آوریل۱۳۴    | ۰۷:۵۹:۴۴           | ۶۰         | حلقوی | ۰٫۹۸۰۱ | ۰۱ دقیقه ۲۴ ثانیه | ۶۹°۰۰′شمالی ۵۰°۴۲′شرقی / ۶۹٫۰°شمالی ۵۰٫۷°شرقی   | ۱۹۰ کیلومتر (۱۲۰ مایل) |                 | [ ۱ ]    |
| ۵ اکتبر ۱۳۴    | ۱۲:۴۸:۱۹           | ۶۵         | کامل  | ۱٫۰۲۲۶ | ۰۱ دقیقه ۲۹ ثانیه | ۶۴°۳۰′جنوبی ۱۶°۳۰′غربی / ۶۴٫۵°جنوبی ۱۶٫۵°غربی   | ۱۹۳ کیلومتر (۱۲۰ مایل) |                 | [ ۱ ]    |
| ۱ آوریل۱۳۵     | ۱۱:۵۶:۳۶           | ۷۰         | حلقوی | ۰٫۹۴۶۰ | ۰۶ دقیقه ۴۳ ثانیه | ۱۴°۱۸′شمالی ۳۶°۵۴′شرقی / ۱۴٫۳°شمالی ۳۶٫۹°شرقی   | ۲۰۲ کیلومتر (۱۲۶ مایل) |                 | [ ۱ ]    |
| ۲۵ سپتامبر ۱۳۵ | ۰۴:۳۱:۲۱           | ۷۵         | کامل  | ۱٫۰۵۷۸ | ۰۵ دقیقه ۰۸ ثانیه | ۱۱°۵۴′جنوبی ۱۴۴°۵۴′شرقی / ۱۱٫۹°جنوبی ۱۴۴٫۹°شرقی | ۱۹۵ کیلومتر (۱۲۱ مایل) |                 | [ ۱ ]    |
| ۲۰ مارس ۱۳۶    | ۱۲:۰۲:۳۵           | ۸۰         | حلقوی | ۰٫۹۴۱۱ | ۰۶ دقیقه ۳۸ ثانیه | ۳۲°۱۲′جنوبی ۵۱°۱۸′شرقی / ۳۲٫۲°جنوبی ۵۱٫۳°شرقی   | ۲۵۹ کیلومتر (۱۶۱ مایل) |                 | [ ۱ ]    |
| ۱۳ سپتامبر ۱۳۶ | ۲۰:۰۳:۵۵           | ۸۵         | کامل  | ۱٫۰۳۱۴ | ۰۲ دقیقه ۴۳ ثانیه | ۳۲°۲۴′شمالی ۷۳°۲۴′غربی / ۳۲٫۴°شمالی ۷۳٫۴°غربی   | ۱۲۱ کیلومتر (۷۵ مایل)  |                 | [ ۱ ]    |
| ۸ فوریه ۱۳۷    | ۰۳:۰۹:۵۸           | ۵۲         | جزئی  | ۰٫۰۵۴۶ | —                 | ۷۰°۰۶′شمالی ۱۳۴°۳۰′شرقی / ۷۰٫۱°شمالی ۱۳۴٫۵°شرقی | —                      |                 | [ ۱ ]    |
| ۹ مارس ۱۳۷     | ۱۵:۴۴:۵۱           | ۹۰         | جزئی  | ۰٫۵۳۳۵ | —                 | ۷۱°۴۸′جنوبی ۸۹°۵۴′شرقی / ۷۱٫۸°جنوبی ۸۹٫۹°شرقی   | —                      |                 | [ ۱ ]    |
| ۴اوت ۱۳۷       | ۱۷:۱۹:۲۸           | ۵۷         | جزئی  | ۰٫۰۲۸۰ | —                 | ۶۹°۳۰′جنوبی ۷۱°۱۲′غربی / ۶۹٫۵°جنوبی ۷۱٫۲°غربی   | —                      |                 | [ ۱ ]    |
| ۳ سپتامبر ۱۳۷  | ۰۶:۵۴:۳۳           | ۹۵         | جزئی  | ۰٫۴۹۶۲ | —                 | ۷۱°۲۴′شمالی ۱۳۰°۱۲′غربی / ۷۱٫۴°شمالی ۱۳۰٫۲°غربی | —                      |                 | [ ۱ ]    |
| ۲۸ژوئیه ۱۳۸    | ۱۶:۳۶:۲۱           | ۶۲         | کامل  | ۱٫۰۳۹۶ | ۰۳ دقیقه ۲۸ ثانیه | ۳۱°۴۲′شمالی ۳۵°۱۲′غربی / ۳۱٫۷°شمالی ۳۵٫۲°غربی   | ۲۰۹ کیلومتر (۱۳۰ مایل) |                 | [ ۱ ]    |
| ۲۴ژوئن ۱۳۸     | ۱۸:۳۹:۵۸           | ۶۷         | حلقوی | ۰٫۹۳۷۰ | ۰۷ دقیقه ۲۹ ثانیه | ۳۵°۴۲′جنوبی ۶۷°۳۰′غربی / ۳۵٫۷°جنوبی ۶۷٫۵°غربی   | ۴۲۲ کیلومتر (۲۶۲ مایل) |                 | [ ۱ ]    |
| ۱۸ژوئیه ۱۳۹    | ۰۸:۳۵:۴۸           | ۷۲         | کامل  | ۱٫۰۴۶۹ | ۰۴ دقیقه ۲۷ ثانیه | ۱۵°۴۸′جنوبی ۹۲°۲۴′شرقی / ۱۵٫۸°جنوبی ۹۲٫۴°شرقی   | ۱۵۷ کیلومتر (۹۸ مایل)  |                 | [ ۱ ]    |
| ۱۳ژوئن ۱۳۹     | ۱۹:۵۹:۲۱           | ۷۷         | حلقوی | ۰٫۹۶۷۷ | ۰۴ دقیقه ۰۲ ثانیه | ۱۸°۴۲′شمالی ۸۱°۱۸′غربی / ۱۸٫۷°شمالی ۸۱٫۳°غربی   | ۱۱۶ کیلومتر (۷۲ مایل)  |                 | [ ۱ ]    |
| ۷ژوئیه ۱۴۰     | ۲۲:۲۴:۴۳           | ۸۲         | حلقوی | ۰٫۹۹۸۹ | ۰۰ دقیقه ۰۵ ثانیه | ۶۰°۵۴′جنوبی ۱۱۳°۳۰′غربی / ۶۰٫۹°جنوبی ۱۱۳٫۵°غربی | ۵ کیلومتر (۳٫۱ مایل)   |                 | [ ۱ ]    |
| ۲ژوئن ۱۴۰      | ۰۳:۳۹:۴۱           | ۸۷         | کامل  | ۱٫۰۱۷۵ | ۰۱ دقیقه ۱۵ ثانیه | ۶۸°۰۰′شمالی ۱۵۹°۱۸′شرقی / ۶۸٫۰°شمالی ۱۵۹٫۳°شرقی | ۸۴ کیلومتر (۵۲ مایل)   |                 | [ ۱ ]    |
| ۲۷ دسامبر ۱۴۰  | ۰۵:۵۳:۵۶           | ۹۲         | جزئی  | ۰٫۳۳۳۹ | —                 | ۶۶°۱۲′جنوبی ۴۱°۰۶′غربی / ۶۶٫۲°جنوبی ۴۱٫۱°غربی   | —                      |                 | [ ۱ ]    |
| ۲۳ مه ۱۴۱      | ۱۱:۲۲:۱۷           | ۵۹         | جزئی  | ۰٫۸۳۶۶ | —                 | ۶۳°۱۲′جنوبی ۸۸°۳۰′شرقی / ۶۳٫۲°جنوبی ۸۸٫۵°شرقی   | —                      |                 | [ ۱ ]    |
| ۲۱ژوئن ۱۴۱     | ۱۸:۰۲:۵۵           | ۹۷         | جزئی  | ۰٫۲۴۷۰ | —                 | ۶۵°۳۶′شمالی ۱۴۲°۱۲′شرقی / ۶۵٫۶°شمالی ۱۴۲٫۲°شرقی | —                      |                 | [ ۱ ]    |
| ۱۶ نوامبر ۱۴۱  | ۱۱:۰۱:۳۹           | ۶۴         | حلقوی | ۰٫۹۰۸۹ | ۰۸ دقیقه ۳۱ ثانیه | ۵۵°۵۴′شمالی ۸۷°۱۲′شرقی / ۵۵٫۹°شمالی ۸۷٫۲°شرقی   | —                      |                 | [ ۱ ]    |
| ۱۳ مه ۱۴۲      | ۰۴:۱۹:۲۷           | ۶۹         | کامل  | ۱٫۰۵۹۸ | ۰۵ دقیقه ۲۸ ثانیه | ۲°۳۰′جنوبی ۱۵۹°۲۴′شرقی / ۲٫۵°جنوبی ۱۵۹٫۴°شرقی   | ۲۱۱ کیلومتر (۱۳۱ مایل) |                 | [ ۱ ]    |
| ۵ نوامبر ۱۴۲   | ۱۳:۰۹:۳۵           | ۷۴         | حلقوی | ۰٫۹۵۹۸ | ۰۴ دقیقه ۳۱ ثانیه | ۱°۱۸′جنوبی ۲۳°۳۰′شرقی / ۱٫۳°جنوبی ۲۳٫۵°شرقی     | ۱۵۱ کیلومتر (۹۴ مایل)  |                 | [ ۱ ]    |
| ۲ مه ۱۴۳       | ۱۷:۱۰:۲۸           | ۷۹         | مرکب  | ۱٫۰۰۵۱ | ۰۰ دقیقه ۲۷ ثانیه | ۳۶°۲۴′شمالی ۵۲°۴۲′غربی / ۳۶٫۴°شمالی ۵۲٫۷°غربی   | ۱۹ کیلومتر (۱۲ مایل)   |                 | [ ۱ ]    |
| ۲۵ اکتبر ۱۴۳   | ۲۲:۴۰:۰۷           | ۸۴         | مرکب  | ۱٫۰۱۵۸ | ۰۱ دقیقه ۱۸ ثانیه | ۳۵°۰۶′جنوبی ۱۳۹°۰۶′غربی / ۳۵٫۱°جنوبی ۱۳۹٫۱°غربی | ۶۰ کیلومتر (۳۷ مایل)   |                 | [ ۱ ]    |
| ۲۰ آوریل۱۴۴    | ۲۲:۴۹:۰۷           | ۸۹         | جزئی  | ۰٫۶۰۴۷ | —                 | ۶۱°۱۸′شمالی ۱۲۳°۳۶′شرقی / ۶۱٫۳°شمالی ۱۲۳٫۶°شرقی | —                      |                 | [ ۱ ]    |
| ۱۵ سپتامبر ۱۴۴ | ۰۴:۰۸:۱۰           | ۵۶         | جزئی  | ۰٫۰۱۷۶ | —                 | ۶۱°۰۰′شمالی ۱۰۸°۴۸′غربی / ۶۱٫۰°شمالی ۱۰۸٫۸°غربی | —                      |                 | [ ۱ ]    |
| ۱۴ اکتبر ۱۴۴   | ۱۳:۳۲:۵۹           | ۹۴         | جزئی  | ۰٫۸۲۸۷ | —                 | ۶۱°۰۶′جنوبی ۹۳°۰۶′غربی / ۶۱٫۱°جنوبی ۹۳٫۱°غربی   | —                      |                 | [ ۱ ]    |
| ۱۱ مارس ۱۴۵    | ۰۷:۴۱:۱۰           | ۶۱         | حلقوی | ۰٫۹۳۹۵ | ۰۴ دقیقه ۳۸ ثانیه | ۵۷°۵۴′جنوبی ۱۶۴°۱۲′شرقی / ۵۷٫۹°جنوبی ۱۶۴٫۲°شرقی | ۶۴۳ کیلومتر (۴۰۰ مایل) |                 | [ ۱ ]    |
| ۴ سپتامبر ۱۴۵  | ۱۸:۵۳:۴۹           | ۶۶         | کامل  | ۱٫۰۱۲۸ | ۰۰ دقیقه ۵۲ ثانیه | ۵۶°۰۶′شمالی ۱۸°۴۲′غربی / ۵۶٫۱°شمالی ۱۸٫۷°غربی   | ۸۸ کیلومتر (۵۵ مایل)   |                 | [ ۱ ]    |
| ۲۸ فوریه ۱۴۶   | ۱۳:۱۵:۲۳           | ۷۱         | حلقوی | ۰٫۹۹۵۳ | ۰۰ دقیقه ۲۷ ثانیه | ۱۷°۰۰′جنوبی ۲۷°۳۶′شرقی / ۱۷٫۰°جنوبی ۲۷٫۶°شرقی   | ۱۷ کیلومتر (۱۱ مایل)   |                 | [ ۱ ]    |
| ۲۵اوت ۱۴۶      | ۰۳:۵۲:۴۲           | ۷۶         | حلقوی | ۰٫۹۶۹۲ | ۰۳ دقیقه ۱۱ ثانیه | ۱۹°۲۴′شمالی ۱۶۴°۰۶′شرقی / ۱۹٫۴°شمالی ۱۶۴٫۱°شرقی | ۱۱۲ کیلومتر (۷۰ مایل)  |                 | [ ۱ ]    |
| ۱۸ فوریه ۱۴۷   | ۰۱:۴۵:۰۳           | ۸۱         | کامل  | ۱٫۰۴۰۹ | ۰۳ دقیقه ۳۲ ثانیه | ۱۸°۱۲′شمالی ۱۷۹°۰۰′غربی / ۱۸٫۲°شمالی ۱۷۹٫۰°غربی | ۱۶۲ کیلومتر (۱۰۱ مایل) |                 | [ ۱ ]    |
| ۱۴اوت ۱۴۷      | ۰۶:۰۰:۱۰           | ۸۶         | حلقوی | ۰٫۹۳۷۲ | ۰۷ دقیقه ۳۱ ثانیه | ۱۸°۴۸′جنوبی ۱۱۳°۳۰′شرقی / ۱۸٫۸°جنوبی ۱۱۳٫۵°شرقی | ۲۸۶ کیلومتر (۱۷۸ مایل) |                 | [ ۱ ]    |
| ۹ژوئیه ۱۴۸     | ۰۷:۴۰:۴۶           | ۵۳         | جزئی  | ۰٫۲۰۰۷ | —                 | ۶۴°۰۶′جنوبی ۱۰۶°۰۶′غربی / ۶۴٫۱°جنوبی ۱۰۶٫۱°غربی | —                      |                 | [ ۱ ]    |
| ۷ فوریه ۱۴۸    | ۱۷:۴۶:۵۵           | ۹۱         | جزئی  | ۰٫۵۸۵۴ | —                 | ۶۲°۰۰′شمالی ۱۰۲°۲۴′غربی / ۶۲٫۰°شمالی ۱۰۲٫۴°غربی | —                      |                 | [ ۱ ]    |
| ۳ژوئن ۱۴۸      | ۱۶:۵۵:۰۷           | ۵۸         | جزئی  | ۰٫۱۳۹۴ | —                 | ۶۴°۵۴′شمالی ۱۲۰°۴۸′شرقی / ۶۴٫۹°شمالی ۱۲۰٫۸°شرقی | —                      |                 | [ ۱ ]    |
| ۲اوت ۱۴۸       | ۰۶:۲۷:۴۲           | ۹۶         | جزئی  | ۰٫۴۰۵۸ | —                 | ۶۲°۳۰′جنوبی ۷۱°۴۲′شرقی / ۶۲٫۵°جنوبی ۷۱٫۷°شرقی   | —                      |                 | [ ۱ ]    |
| ۲۸ دسامبر ۱۴۸  | ۲۰:۰۰:۵۱           | ۶۳         | حلقوی | ۰٫۹۷۸۰ | ۰۱ دقیقه ۳۰ ثانیه | ۷۵°۰۶′جنوبی ۵۲°۳۰′غربی / ۷۵٫۱°جنوبی ۵۲٫۵°غربی   | ۱۳۲ کیلومتر (۸۲ مایل)  |                 | [ ۱ ]    |
| ۲۳ژوئن ۱۴۹     | ۰۲:۴۲:۵۲           | ۶۸         | کامل  | ۱٫۰۳۵۲ | ۰۲ دقیقه ۲۹ ثانیه | ۶۴°۰۶′شمالی ۱۷۵°۳۶′غربی / ۶۴٫۱°شمالی ۱۷۵٫۶°غربی | ۱۵۶ کیلومتر (۹۷ مایل)  |                 | [ ۱ ]    |
| ۱۸ دسامبر ۱۴۹  | ۰۱:۱۶:۵۲           | ۷۳         | حلقوی | ۰٫۹۳۳۲ | ۰۸ دقیقه ۰۷ ثانیه | ۳۰°۴۲′جنوبی ۱۶۰°۴۲′غربی / ۳۰٫۷°جنوبی ۱۶۰٫۷°غربی | ۲۵۱ کیلومتر (۱۵۶ مایل) |                 | [ ۱ ]    |
| ۱۲ژوئن ۱۵۰     | ۱۸:۲۳:۰۳           | ۷۸         | کامل  | ۱٫۰۷۸۷ | ۰۷ دقیقه ۱۳ ثانیه | ۱۶°۳۰′شمالی ۵۹°۱۸′غربی / ۱۶٫۵°شمالی ۵۹٫۳°غربی   | ۲۵۶ کیلومتر (۱۵۹ مایل) |                 | [ ۱ ]    |
| ۷ دسامبر ۱۵۰   | ۰۰:۴۳:۰۱           | ۸۳         | حلقوی | ۰٫۹۱۴۷ | ۱۲ دقیقه ۲۳ ثانیه | ۱۱°۳۶′شمالی ۱۵۳°۳۶′غربی / ۱۱٫۶°شمالی ۱۵۳٫۶°غربی | ۳۹۳ کیلومتر (۲۴۴ مایل) |                 | [ ۱ ]    |
| ۲ژوئن ۱۵۱      | ۱۱:۳۶:۵۹           | ۸۸         | کامل  | ۱٫۰۶۱۳ | ۰۵ دقیقه ۰۶ ثانیه | ۳۷°۴۸′جنوبی ۴۵°۳۰′شرقی / ۳۷٫۸°جنوبی ۴۵٫۵°شرقی   | ۴۰۰ کیلومتر (۲۵۰ مایل) |                 | [ ۱ ]    |
| ۲۶ نوامبر ۱۵۱  | ۰۱:۲۷:۰۴           | ۹۳         | جزئی  | ۰٫۵۹۲۳ | —                 | ۶۸°۱۸′شمالی ۱۵۱°۰۰′غربی / ۶۸٫۳°شمالی ۱۵۱٫۰°غربی | —                      |                 | [ ۱ ]    |
| ۲۲ آوریل۱۵۲    | ۱۵:۰۱:۵۷           | ۶۰         | حلقوی | ۰٫۹۸۳۲ | —                 | ۷۱°۰۰′شمالی ۱۳۶°۱۲′غربی / ۷۱٫۰°شمالی ۱۳۶٫۲°غربی | —                      |                 | [ ۱ ]    |
| ۱۵ اکتبر ۱۵۲   | ۲۱:۱۸:۰۷           | ۶۵         | کامل  | ۱٫۰۲۱۷ | ۰۱ دقیقه ۲۰ ثانیه | ۶۹°۴۲′جنوبی ۱۵۴°۴۲′غربی / ۶۹٫۷°جنوبی ۱۵۴٫۷°غربی | ۲۰۳ کیلومتر (۱۲۶ مایل) |                 | [ ۱ ]    |
| ۱۱ آوریل۱۵۳    | ۱۸:۴۱:۲۰           | ۷۰         | حلقوی | ۰٫۹۴۷۰ | ۰۶ دقیقه ۲۴ ثانیه | ۲۲°۳۰′شمالی ۶۷°۱۲′غربی / ۲۲٫۵°شمالی ۶۷٫۲°غربی   | ۲۰۲ کیلومتر (۱۲۶ مایل) |                 | [ ۱ ]    |
| ۵ اکتبر ۱۵۳    | ۱۲:۵۹:۴۷           | ۷۵         | کامل  | ۱٫۰۵۴۵ | ۰۴ دقیقه ۴۷ ثانیه | ۱۷°۳۶′جنوبی ۱۵°۵۴′شرقی / ۱۷٫۶°جنوبی ۱۵٫۹°شرقی   | ۱۸۵ کیلومتر (۱۱۵ مایل) |                 | [ ۱ ]    |
| ۳۱ مارس ۱۵۴    | ۱۸:۵۶:۰۸           | ۸۰         | حلقوی | ۰٫۹۴۶۰ | ۰۶ دقیقه ۲۵ ثانیه | ۲۴°۰۰′جنوبی ۵۶°۰۰′غربی / ۲۴٫۰°جنوبی ۵۶٫۰°غربی   | ۲۲۶ کیلومتر (۱۴۰ مایل) |                 | [ ۱ ]    |
| ۲۵ سپتامبر ۱۵۴ | ۰۴:۱۴:۲۳           | ۸۵         | کامل  | ۱٫۰۲۵۸ | ۰۲ دقیقه ۲۰ ثانیه | ۲۶°۱۲′شمالی ۱۶۱°۲۴′شرقی / ۲۶٫۲°شمالی ۱۶۱٫۴°شرقی | ۹۹ کیلومتر (۶۲ مایل)   |                 | [ ۱ ]    |
| ۱۹ فوریه ۱۵۵   | ۱۱:۱۳:۵۸           | ۵۲         | جزئی  | ۰٫۰۱۱۵ | —                 | ۷۰°۴۸′شمالی ۰°۱۲′غربی / ۷۰٫۸°شمالی ۰٫۲°غربی     | —                      |                 | [ ۱ ]    |
| ۲۰ مارس ۱۵۵    | ۲۳:۱۲:۱۸           | ۹۰         | جزئی  | ۰٫۶۲۵۹ | —                 | ۷۱°۵۴′جنوبی ۳۶°۴۸′غربی / ۷۱٫۹°جنوبی ۳۶٫۸°غربی   | —                      |                 | [ ۱ ]    |
| ۱۴ سپتامبر ۱۵۵ | ۱۴:۳۲:۱۳           | ۹۵         | جزئی  | ۰٫۵۵۸۴ | —                 | ۷۱°۴۲′شمالی ۱۰۰°۴۸′شرقی / ۷۱٫۷°شمالی ۱۰۰٫۸°شرقی | —                      |                 | [ ۱ ]    |
| ۹ فوریه ۱۵۶    | ۰۱:۰۴:۴۰           | ۶۲         | کامل  | ۱٫۰۴۳۵ | ۰۳ دقیقه ۳۸ ثانیه | ۳۶°۰۰′شمالی ۱۶۶°۳۶′غربی / ۳۶٫۰°شمالی ۱۶۶٫۶°غربی | ۲۳۷ کیلومتر (۱۴۷ مایل) |                 | [ ۱ ]    |
| ۴اوت ۱۵۶       | ۰۱:۱۹:۲۷           | ۶۷         | حلقوی | ۰٫۹۳۲۸ | ۰۷ دقیقه ۱۱ ثانیه | ۴۶°۰۶′جنوبی ۱۷۴°۳۰′غربی / ۴۶٫۱°جنوبی ۱۷۴٫۵°غربی | ۵۸۸ کیلومتر (۳۶۵ مایل) |                 | [ ۱ ]    |
| ۲۸ژوئیه ۱۵۷    | ۱۷:۱۱:۵۱           | ۷۲         | کامل  | ۱٫۰۴۸۲ | ۰۴ دقیقه ۳۴ ثانیه | ۱۲°۲۴′جنوبی ۳۷°۱۲′غربی / ۱۲٫۴°جنوبی ۳۷٫۲°غربی   | ۱۶۱ کیلومتر (۱۰۰ مایل) |                 | [ ۱ ]    |
| ۲۴ژوئن ۱۵۷     | ۰۲:۴۷:۳۵           | ۷۷         | حلقوی | ۰٫۹۶۸۲ | ۰۴ دقیقه ۰۱ ثانیه | ۱۲°۳۶′شمالی ۱۷۵°۳۰′شرقی / ۱۲٫۶°شمالی ۱۷۵٫۵°شرقی | ۱۱۵ کیلومتر (۷۱ مایل)  |                 | [ ۱ ]    |
| ۱۸ژوئیه ۱۵۸    | ۰۶:۵۳:۱۴           | ۸۲         | حلقوی | ۰٫۹۹۸۱ | ۰۰ دقیقه ۰۹ ثانیه | ۵۸°۱۲′جنوبی ۱۲۴°۳۶′شرقی / ۵۸٫۲°جنوبی ۱۲۴٫۶°شرقی | ۸ کیلومتر (۵٫۰ مایل)   |                 | [ ۱ ]    |
| ۱۳ژوئن ۱۵۸     | ۱۰:۵۲:۰۷           | ۸۷         | کامل  | ۱٫۰۲۰۶ | ۰۱ دقیقه ۳۳ ثانیه | ۶۱°۱۸′شمالی ۵۷°۵۴′شرقی / ۶۱٫۳°شمالی ۵۷٫۹°شرقی   | ۹۰ کیلومتر (۵۶ مایل)   |                 | [ ۱ ]    |
| ۷ژوئیه ۱۵۹     | ۱۴:۰۳:۲۰           | ۹۲         | جزئی  | ۰٫۳۴۳۲ | —                 | ۶۷°۱۸′جنوبی ۱۷۴°۵۴′غربی / ۶۷٫۳°جنوبی ۱۷۴٫۹°غربی | —                      |                 | [ ۱ ]    |
| ۳ژوئن ۱۵۹      | ۱۸:۴۹:۴۱           | ۵۹         | جزئی  | ۰٫۶۹۶۴ | —                 | ۶۴°۰۰′جنوبی ۳۳°۳۶′غربی / ۶۴٫۰°جنوبی ۳۳٫۶°غربی   | —                      |                 | [ ۱ ]    |
| ۳ژوئن ۱۵۹      | ۰۱:۳۰:۱۶           | ۹۷         | جزئی  | ۰٫۳۸۵۶ | —                 | ۶۶°۳۰′شمالی ۱۹°۱۸′شرقی / ۶۶٫۵°شمالی ۱۹٫۳°شرقی   | —                      |                 | [ ۱ ]    |
| ۲۷ نوامبر ۱۵۹  | ۱۹:۰۴:۲۳           | ۶۴         | حلقوی | ۰٫۹۰۸۷ | ۰۸ دقیقه ۳۴ ثانیه | ۵۸°۰۰′شمالی ۳۹°۲۴′غربی / ۵۸٫۰°شمالی ۳۹٫۴°غربی   | —                      |                 | [ ۱ ]    |
| ۲۳ مه ۱۶۰      | ۱۱:۴۰:۰۳           | ۶۹         | کامل  | ۱٫۰۵۷۳ | ۰۵ دقیقه ۲۵ ثانیه | ۵°۰۰′جنوبی ۴۸°۳۶′شرقی / ۵٫۰°جنوبی ۴۸٫۶°شرقی     | ۲۱۰ کیلومتر (۱۳۰ مایل) |                 | [ ۱ ]    |
| ۱۵ نوامبر ۱۶۰  | ۲۱:۲۹:۲۲           | ۷۴         | حلقوی | ۰٫۹۶۱۴ | ۰۴ دقیقه ۲۷ ثانیه | ۳°۵۴′جنوبی ۱۰۲°۳۰′غربی / ۳٫۹°جنوبی ۱۰۲٫۵°غربی   | ۱۴۵ کیلومتر (۹۰ مایل)  |                 | [ ۱ ]    |
| ۱۳ مه ۱۶۱      | ۰۰:۱۰:۱۲           | ۷۹         | مرکب  | ۱٫۰۰۳۴ | ۰۰ دقیقه ۱۸ ثانیه | ۳۵°۴۸′شمالی ۱۵۵°۱۸′غربی / ۳۵٫۸°شمالی ۱۵۵٫۳°غربی | ۱۲ کیلومتر (۷٫۵ مایل)  |                 | [ ۱ ]    |
| ۵ نوامبر ۱۶۱   | ۰۷:۱۷:۱۴           | ۸۴         | کامل  | ۱٫۰۱۶۸ | ۰۱ دقیقه ۲۲ ثانیه | ۳۸°۴۸′جنوبی ۹۱°۵۴′شرقی / ۳۸٫۸°جنوبی ۹۱٫۹°شرقی   | ۶۳ کیلومتر (۳۹ مایل)   |                 | [ ۱ ]    |
| ۲ مه ۱۶۲       | ۰۵:۲۶:۰۰           | ۸۹         | جزئی  | ۰٫۷۳۵۹ | —                 | ۶۱°۴۸′شمالی ۱۴°۵۴′شرقی / ۶۱٫۸°شمالی ۱۴٫۹°شرقی   | —                      |                 | [ ۱ ]    |
| ۲۵ اکتبر ۱۶۲   | ۲۲:۱۳:۵۲           | ۹۴         | جزئی  | ۰٫۸۵۲۵ | —                 | ۶۱°۳۰′جنوبی ۱۲۷°۱۲′شرقی / ۶۱٫۵°جنوبی ۱۲۷٫۲°شرقی | —                      |                 | [ ۱ ]    |
| ۲۲ مارس ۱۶۳    | ۱۴:۴۸:۱۴           | ۶۱         | حلقوی | ۰٫۹۴۰۹ | ۰۴ دقیقه ۱۱ ثانیه | ۶۰°۱۸′جنوبی ۷۵°۰۰′شرقی / ۶۰٫۳°جنوبی ۷۵٫۰°شرقی   | —                      |                 | [ ۱ ]    |
| ۱۶ سپتامبر ۱۶۳ | ۰۲:۵۰:۴۰           | ۶۶         | مرکب  | ۱٫۰۰۵۳ | ۰۰ دقیقه ۲۱ ثانیه | ۵۵°۱۸′شمالی ۱۳۵°۴۸′غربی / ۵۵٫۳°شمالی ۱۳۵٫۸°غربی | ۴۳ کیلومتر (۲۷ مایل)   |                 | [ ۱ ]    |
| ۱۰ مارس ۱۶۴    | ۲۰:۵۶:۴۸           | ۷۱         | مرکب  | ۱٫۰۰۱۶ | ۰۰ دقیقه ۰۹ ثانیه | ۱۴°۵۴′جنوبی ۸۸°۰۰′غربی / ۱۴٫۹°جنوبی ۸۸٫۰°غربی   | ۶ کیلومتر (۳٫۷ مایل)   |                 | [ ۱ ]    |
| ۴ سپتامبر ۱۶۴  | ۱۱:۱۵:۴۱           | ۷۶         | حلقوی | ۰٫۹۶۳۲ | ۰۳ دقیقه ۴۸ ثانیه | ۱۷°۴۸′شمالی ۵۳°۳۶′شرقی / ۱۷٫۸°شمالی ۵۳٫۶°شرقی   | ۱۳۶ کیلومتر (۸۵ مایل)  |                 | [ ۱ ]    |
| ۲۸ فوریه ۱۶۵   | ۰۹:۵۴:۰۹           | ۸۱         | کامل  | ۱٫۰۴۶۷ | ۰۳ دقیقه ۵۴ ثانیه | ۱۹°۲۴′شمالی ۵۷°۳۰′شرقی / ۱۹٫۴°شمالی ۵۷٫۵°شرقی   | ۱۷۹ کیلومتر (۱۱۱ مایل) |                 | [ ۱ ]    |
| ۲۴اوت ۱۶۵      | ۱۲:۵۵:۵۸           | ۸۶         | حلقوی | ۰٫۹۳۴۳ | ۰۷ دقیقه ۴۲ ثانیه | ۱۷°۵۴′جنوبی ۸°۴۲′شرقی / ۱۷٫۹°جنوبی ۸٫۷°شرقی     | ۲۸۶ کیلومتر (۱۷۸ مایل) |                 | [ ۱ ]    |
| ۱۹ژوئیه ۱۶۶    | ۱۶:۱۹:۳۳           | ۵۳         | جزئی  | ۰٫۱۷۵۶ | —                 | ۶۳°۱۸′جنوبی ۱۱۴°۰۰′شرقی / ۶۳٫۳°جنوبی ۱۱۴٫۰°شرقی | —                      |                 | [ ۱ ]    |
| ۱۸ فوریه ۱۶۶   | ۰۲:۰۹:۵۰           | ۹۱         | جزئی  | ۰٫۶۳۴۰ | —                 | ۶۱°۳۰′شمالی ۱۲۲°۱۲′شرقی / ۶۱٫۵°شمالی ۱۲۲٫۲°شرقی | —                      |                 | [ ۱ ]    |
| ۱۴ژوئن ۱۶۶     | ۲۳:۴۶:۴۲           | ۵۸         | جزئی  | ۰٫۰۱۷۰ | —                 | ۶۴°۰۰′شمالی ۷°۲۴′شرقی / ۶۴٫۰°شمالی ۷٫۴°شرقی     | —                      |                 | [ ۱ ]    |
| ۱۳اوت ۱۶۶      | ۱۳:۲۴:۱۰           | ۹۶         | جزئی  | ۰٫۵۱۹۹ | —                 | ۶۱°۵۴′جنوبی ۴۲°۱۲′غربی / ۶۱٫۹°جنوبی ۴۲٫۲°غربی   | —                      |                 | [ ۱ ]    |
| ۹ژوئیه ۱۶۷     | ۰۴:۲۷:۲۲           | ۶۳         | حلقوی | ۰٫۹۷۶۵ | ۰۱ دقیقه ۳۷ ثانیه | ۷۲°۳۰′جنوبی ۱۶۸°۰۶′غربی / ۷۲٫۵°جنوبی ۱۶۸٫۱°غربی | ۱۴۴ کیلومتر (۸۹ مایل)  |                 | [ ۱ ]    |
| ۴ژوئن ۱۶۷      | ۰۹:۵۷:۵۲           | ۶۸         | کامل  | ۱٫۰۳۶۱ | ۰۲ دقیقه ۲۴ ثانیه | ۶۸°۱۲′شمالی ۸۷°۰۰′شرقی / ۶۸٫۲°شمالی ۸۷٫۰°شرقی   | ۱۷۶ کیلومتر (۱۰۹ مایل) |                 | [ ۱ ]    |
| ۲۹ دسامبر ۱۶۷  | ۰۹:۲۵:۰۱           | ۷۳         | حلقوی | ۰٫۹۳۲۴ | ۰۸ دقیقه ۰۸ ثانیه | ۳۰°۴۸′جنوبی ۷۸°۴۲′شرقی / ۳۰٫۸°جنوبی ۷۸٫۷°شرقی   | ۲۵۵ کیلومتر (۱۵۸ مایل) |                 | [ ۱ ]    |
| ۲۳ژوئن ۱۶۸     | ۰۱:۴۸:۵۳           | ۷۸         | کامل  | ۱٫۰۷۹۲ | ۰۷ دقیقه ۰۳ ثانیه | ۲۱°۱۸′شمالی ۱۷۱°۰۰′غربی / ۲۱٫۳°شمالی ۱۷۱٫۰°غربی | ۲۵۶ کیلومتر (۱۵۹ مایل) |                 | [ ۱ ]    |
| ۱۷ دسامبر ۱۶۸  | ۰۸:۴۵:۱۸           | ۸۳         | حلقوی | ۰٫۹۱۵۶ | ۱۲ دقیقه ۱۴ ثانیه | ۱۰°۱۸′شمالی ۸۳°۴۲′شرقی / ۱۰٫۳°شمالی ۸۳٫۷°شرقی   | ۳۸۷ کیلومتر (۲۴۰ مایل) |                 | [ ۱ ]    |
| ۱۲ژوئن ۱۶۹     | ۱۸:۵۸:۵۵           | ۸۸         | کامل  | ۱٫۰۶۱۰ | ۰۵ دقیقه ۲۵ ثانیه | ۲۹°۱۲′جنوبی ۶۹°۴۸′غربی / ۲۹٫۲°جنوبی ۶۹٫۸°غربی   | ۳۲۸ کیلومتر (۲۰۴ مایل) |                 | [ ۱ ]    |
| ۶ دسامبر ۱۶۹   | ۰۹:۴۵:۰۸           | ۹۳         | جزئی  | ۰٫۶۰۲۱ | —                 | ۶۷°۱۲′شمالی ۷۲°۳۶′شرقی / ۶۷٫۲°شمالی ۷۲٫۶°شرقی   | —                      |                 | [ ۱ ]    |
| ۳ مه ۱۷۰       | ۲۱:۵۸:۰۷           | ۶۰         | جزئی  | ۰٫۸۴۶۷ | —                 | ۷۰°۱۲′شمالی ۱۰۶°۰۶′شرقی / ۷۰٫۲°شمالی ۱۰۶٫۱°شرقی | —                      |                 | [ ۱ ]    |
| ۲۷ اکتبر ۱۷۰   | ۰۵:۵۴:۲۹           | ۶۵         | کامل  | ۱٫۰۲۱۲ | ۰۱ دقیقه ۱۵ ثانیه | ۷۴°۲۴′جنوبی ۶۳°۴۲′شرقی / ۷۴٫۴°جنوبی ۶۳٫۷°شرقی   | ۲۱۳ کیلومتر (۱۳۲ مایل) |                 | [ ۱ ]    |
| ۲۳ آوریل۱۷۱    | ۰۱:۲۰:۳۳           | ۷۰         | حلقوی | ۰٫۹۴۷۶ | ۰۶ دقیقه ۰۴ ثانیه | ۳۰°۵۴′شمالی ۱۶۹°۴۲′غربی / ۳۰٫۹°شمالی ۱۶۹٫۷°غربی | ۲۰۴ کیلومتر (۱۲۷ مایل) |                 | [ ۱ ]    |
| ۱۶ اکتبر ۱۷۱   | ۲۱:۳۳:۴۳           | ۷۵         | کامل  | ۱٫۰۵۱۴ | ۰۴ دقیقه ۲۷ ثانیه | ۲۲°۵۴′جنوبی ۱۱۴°۰۶′غربی / ۲۲٫۹°جنوبی ۱۱۴٫۱°غربی | ۱۷۶ کیلومتر (۱۰۹ مایل) |                 | [ ۱ ]    |
| ۱۱ آوریل۱۷۲    | ۰۱:۴۴:۲۹           | ۸۰         | حلقوی | ۰٫۹۵۰۶ | ۰۶ دقیقه ۰۷ ثانیه | ۱۵°۴۸′جنوبی ۱۶۲°۰۰′غربی / ۱۵٫۸°جنوبی ۱۶۲٫۰°غربی | ۱۹۸ کیلومتر (۱۲۳ مایل) |                 | [ ۱ ]    |
| ۵ اکتبر ۱۷۲    | ۱۲:۳۱:۲۷           | ۸۵         | کامل  | ۱٫۰۲۰۴ | ۰۱ دقیقه ۵۶ ثانیه | ۲۰°۳۶′شمالی ۳۴°۴۲′شرقی / ۲۰٫۶°شمالی ۳۴٫۷°شرقی   | ۷۷ کیلومتر (۴۸ مایل)   |                 | [ ۱ ]    |
| ۳۱ مارس ۱۷۳    | ۰۶:۳۱:۴۷           | ۹۰         | جزئی  | ۰٫۷۳۲۹ | —                 | ۷۱°۵۴′جنوبی ۱۶۱°۳۰′غربی / ۷۱٫۹°جنوبی ۱۶۱٫۵°غربی | —                      |                 | [ ۱ ]    |
| ۲۴ سپتامبر ۱۷۳ | ۲۲:۱۸:۱۴           | ۹۵         | جزئی  | ۰٫۶۰۶۷ | —                 | ۷۱°۵۴′شمالی ۳۰°۳۶′غربی / ۷۱٫۹°شمالی ۳۰٫۶°غربی   | —                      |                 | [ ۱ ]    |
| ۱۹ فوریه ۱۷۴   | ۰۹:۲۳:۵۹           | ۶۲         | کامل  | ۱٫۰۴۷۲ | ۰۳ دقیقه ۴۳ ثانیه | ۴۱°۲۴′شمالی ۶۳°۲۴′شرقی / ۴۱٫۴°شمالی ۶۳٫۴°شرقی   | ۲۷۲ کیلومتر (۱۶۹ مایل) |                 | [ ۱ ]    |
| ۱۵اوت ۱۷۴      | ۰۸:۰۸:۲۱           | ۶۷         | حلقوی | ۰٫۹۲۷۷ | ۰۶ دقیقه ۴۲ ثانیه | ۵۸°۴۲′جنوبی ۷۰°۴۲′شرقی / ۵۸٫۷°جنوبی ۷۰٫۷°شرقی   | ۱۱۵ کیلومتر (۷۱ مایل)  |                 | [ ۱ ]    |
| ۹ فوریه ۱۷۵    | ۰۱:۳۹:۲۶           | ۷۲         | کامل  | ۱٫۰۴۹۵ | ۰۴ دقیقه ۴۱ ثانیه | ۸°۰۰′جنوبی ۱۶۵°۱۸′غربی / ۸٫۰°جنوبی ۱۶۵٫۳°غربی   | ۱۶۵ کیلومتر (۱۰۳ مایل) |                 | [ ۱ ]    |
| ۴اوت ۱۷۵       | ۰۹:۴۴:۵۹           | ۷۷         | حلقوی | ۰٫۹۶۸۴ | ۰۳ دقیقه ۵۹ ثانیه | ۶°۱۲′شمالی ۶۹°۲۴′شرقی / ۶٫۲°شمالی ۶۹٫۴°شرقی     | ۱۱۶ کیلومتر (۷۲ مایل)  |                 | [ ۱ ]    |
| ۲۹ژوئیه ۱۷۶    | ۱۵:۱۳:۴۹           | ۸۲         | حلقوی | ۰٫۹۹۷۸ | ۰۰ دقیقه ۱۱ ثانیه | ۵۴°۰۶′جنوبی ۲°۱۸′شرقی / ۵۴٫۱°جنوبی ۲٫۳°شرقی     | ۱۰ کیلومتر (۶٫۲ مایل)  |                 | [ ۱ ]    |
| ۲۳ژوئن ۱۷۶     | ۱۸:۰۹:۳۹           | ۸۷         | کامل  | ۱٫۰۲۲۸ | ۰۱ دقیقه ۴۸ ثانیه | ۵۴°۱۲′شمالی ۴۸°۴۸′غربی / ۵۴٫۲°شمالی ۴۸٫۸°غربی   | ۹۴ کیلومتر (۵۸ مایل)   |                 | [ ۱ ]    |
| ۱۷ژوئیه ۱۷۷    | ۲۲:۰۶:۴۴           | ۹۲         | جزئی  | ۰٫۳۵۹۲ | —                 | ۶۸°۲۴′جنوبی ۵۲°۱۲′شرقی / ۶۸٫۴°جنوبی ۵۲٫۲°شرقی   | —                      |                 | [ ۱ ]    |
| ۱۴ژوئن ۱۷۷     | ۰۲:۱۵:۲۸           | ۵۹         | جزئی  | ۰٫۵۵۴۳ | —                 | ۶۴°۵۴′جنوبی ۱۵۵°۳۶′غربی / ۶۴٫۹°جنوبی ۱۵۵٫۶°غربی | —                      |                 | [ ۱ ]    |
| ۱۳ژوئن ۱۷۷     | ۰۹:۰۰:۴۷           | ۹۷         | جزئی  | ۰٫۵۱۹۶ | —                 | ۶۷°۳۰′شمالی ۱۰۴°۵۴′غربی / ۶۷٫۵°شمالی ۱۰۴٫۹°غربی | —                      |                 | [ ۱ ]    |
| ۸ دسامبر ۱۷۷   | ۰۳:۰۹:۲۵           | ۶۴         | حلقوی | ۰٫۹۰۹۳ | ۰۸ دقیقه ۲۸ ثانیه | ۶۰°۳۰′شمالی ۱۶۷°۳۰′غربی / ۶۰٫۵°شمالی ۱۶۷٫۵°غربی | —                      |                 | [ ۱ ]    |
| ۳ژوئن ۱۷۸      | ۱۸:۵۷:۳۶           | ۶۹         | کامل  | ۱٫۰۵۴۰ | ۰۵ دقیقه ۱۳ ثانیه | ۸°۳۶′جنوبی ۶۱°۵۴′غربی / ۸٫۶°جنوبی ۶۱٫۹°غربی     | ۲۰۹ کیلومتر (۱۳۰ مایل) |                 | [ ۱ ]    |
| ۲۷ نوامبر ۱۷۸  | ۰۵:۵۳:۵۶           | ۷۴         | حلقوی | ۰٫۹۶۳۵ | ۰۴ دقیقه ۱۸ ثانیه | ۵°۵۴′جنوبی ۱۳۰°۳۰′شرقی / ۵٫۹°جنوبی ۱۳۰٫۵°شرقی   | ۱۳۷ کیلومتر (۸۵ مایل)  |                 | [ ۱ ]    |
| ۲۴ مه ۱۷۹      | ۰۷:۰۵:۰۹           | ۷۹         | مرکب  | ۱٫۰۰۱۱ | ۰۰ دقیقه ۰۶ ثانیه | ۳۴°۲۴′شمالی ۱۰۳°۱۸′شرقی / ۳۴٫۴°شمالی ۱۰۳٫۳°شرقی | ۴ کیلومتر (۲٫۵ مایل)   |                 | [ ۱ ]    |
| ۱۶ نوامبر ۱۷۹  | ۱۵:۵۹:۱۹           | ۸۴         | کامل  | ۱٫۰۱۸۰ | ۰۱ دقیقه ۲۷ ثانیه | ۴۲°۱۸′جنوبی ۳۷°۳۶′غربی / ۴۲٫۳°جنوبی ۳۷٫۶°غربی   | ۶۸ کیلومتر (۴۲ مایل)   |                 | [ ۱ ]    |
| ۱۲ مه ۱۸۰      | ۱۱:۵۷:۳۰           | ۸۹         | جزئی  | ۰٫۸۷۳۸ | —                 | ۶۲°۲۴′شمالی ۹۲°۴۲′غربی / ۶۲٫۴°شمالی ۹۲٫۷°غربی   | —                      |                 | [ ۱ ]    |
| ۵ نوامبر ۱۸۰   | ۰۷:۰۰:۰۷           | ۹۴         | جزئی  | ۰٫۸۶۷۸ | —                 | ۶۲°۰۰′جنوبی ۱۴°۰۰′غربی / ۶۲٫۰°جنوبی ۱۴٫۰°غربی   | —                      |                 | [ ۱ ]    |
| ۱ آوریل۱۸۱     | ۲۱:۴۷:۵۹           | ۶۱         | جزئی  | ۰٫۸۷۸۰ | —                 | ۶۰°۴۸′جنوبی ۲۷°۳۰′غربی / ۶۰٫۸°جنوبی ۲۷٫۵°غربی   | —                      |                 | [ ۱ ]    |
| ۲۶ سپتامبر ۱۸۱ | ۱۰:۵۴:۴۳           | ۶۶         | حلقوی | ۰٫۹۹۷۸ | ۰۰ دقیقه ۰۹ ثانیه | ۵۵°۰۶′شمالی ۱۰۴°۲۴′شرقی / ۵۵٫۱°شمالی ۱۰۴٫۴°شرقی | ۲۳ کیلومتر (۱۴ مایل)   |                 | [ ۱ ]    |
| ۲۲ مارس ۱۸۲    | ۰۴:۳۲:۰۶           | ۷۱         | مرکب  | ۱٫۰۰۷۸ | ۰۰ دقیقه ۴۴ ثانیه | ۱۳°۰۶′جنوبی ۱۵۸°۰۰′شرقی / ۱۳٫۱°جنوبی ۱۵۸٫۰°شرقی | ۲۸ کیلومتر (۱۷ مایل)   |                 | [ ۱ ]    |
| ۱۵ سپتامبر ۱۸۲ | ۱۸:۴۵:۴۴           | ۷۶         | حلقوی | ۰٫۹۵۷۴ | ۰۴ دقیقه ۲۷ ثانیه | ۱۵°۳۶′شمالی ۵۹°۰۶′غربی / ۱۵٫۶°شمالی ۵۹٫۱°غربی   | ۱۵۹ کیلومتر (۹۹ مایل)  |                 | [ ۱ ]    |
| ۱۱ مارس ۱۸۳    | ۱۷:۵۷:۱۰           | ۸۱         | کامل  | ۱٫۰۵۲۳ | ۰۴ دقیقه ۱۴ ثانیه | ۲۰°۵۴′شمالی ۶۴°۱۲′غربی / ۲۰٫۹°شمالی ۶۴٫۲°غربی   | ۱۹۵ کیلومتر (۱۲۱ مایل) |                 | [ ۱ ]    |
| ۴ سپتامبر ۱۸۳  | ۲۰:۰۰:۳۲           | ۸۶         | حلقوی | ۰٫۹۳۱۵ | ۰۷ دقیقه ۵۱ ثانیه | ۱۸°۱۲′جنوبی ۹۸°۱۲′غربی / ۱۸٫۲°جنوبی ۹۸٫۲°غربی   | ۲۸۹ کیلومتر (۱۸۰ مایل) |                 | [ ۱ ]    |
| ۳۱ژوئیه ۱۸۴    | ۰۰:۵۱:۲۳           | ۵۳         | جزئی  | ۰٫۱۴۰۲ | —                 | ۶۲°۳۰′جنوبی ۲۳°۵۴′غربی / ۶۲٫۵°جنوبی ۲۳٫۹°غربی   | —                      |                 | [ ۱ ]    |
| ۲۹ فوریه ۱۸۴   | ۱۰:۲۴:۴۵           | ۹۱         | جزئی  | ۰٫۶۹۴۷ | —                 | ۶۱°۰۶′شمالی ۱۱°۰۰′غربی / ۶۱٫۱°شمالی ۱۱٫۰°غربی   | —                      |                 | [ ۱ ]    |
| ۲۳اوت ۱۸۴      | ۲۰:۲۹:۴۲           | ۹۶         | جزئی  | ۰٫۶۲۳۱ | —                 | ۶۱°۱۸′جنوبی ۱۵۸°۱۲′غربی / ۶۱٫۳°جنوبی ۱۵۸٫۲°غربی | —                      |                 | [ ۱ ]    |
| ۱۹ژوئیه ۱۸۵    | ۱۲:۴۶:۵۴           | ۶۳         | حلقوی | ۰٫۹۷۵۲ | ۰۱ دقیقه ۴۲ ثانیه | ۶۹°۱۸′جنوبی ۷۳°۵۴′شرقی / ۶۹٫۳°جنوبی ۷۳٫۹°شرقی   | ۱۵۷ کیلومتر (۹۸ مایل)  |                 | [ ۱ ]    |
| ۱۴ژوئن ۱۸۵     | ۱۷:۱۸:۳۹           | ۶۸         | کامل  | ۱٫۰۳۶۲ | ۰۲ دقیقه ۱۷ ثانیه | ۷۰°۱۲′شمالی ۷°۵۴′غربی / ۷۰٫۲°شمالی ۷٫۹°غربی     | ۱۹۸ کیلومتر (۱۲۳ مایل) |                 | [ ۱ ]    |
| ۸ژوئیه ۱۸۶     | ۱۷:۲۶:۰۷           | ۷۳         | حلقوی | ۰٫۹۳۲۱ | ۰۸ دقیقه ۰۱ ثانیه | ۳۰°۱۸′جنوبی ۴۰°۱۲′غربی / ۳۰٫۳°جنوبی ۴۰٫۲°غربی   | ۲۵۶ کیلومتر (۱۵۹ مایل) |                 | [ ۱ ]    |
| ۴ژوئن ۱۸۶      | ۰۹:۱۸:۵۴           | ۷۸         | کامل  | ۱٫۰۷۸۷ | ۰۶ دقیقه ۴۷ ثانیه | ۲۵°۰۰′شمالی ۷۷°۰۰′شرقی / ۲۵٫۰°شمالی ۷۷٫۰°شرقی   | ۲۵۴ کیلومتر (۱۵۸ مایل) |                 | [ ۱ ]    |
| ۲۸ دسامبر ۱۸۶  | ۱۶:۴۴:۳۳           | ۸۳         | حلقوی | ۰٫۹۱۷۳ | ۱۱ دقیقه ۴۹ ثانیه | ۹°۳۶′شمالی ۳۸°۰۶′غربی / ۹٫۶°شمالی ۳۸٫۱°غربی     | ۳۷۵ کیلومتر (۲۳۳ مایل) |                 | [ ۱ ]    |
| ۲۴ژوئن ۱۸۷     | ۰۲:۲۰:۵۷           | ۸۸         | کامل  | ۱٫۰۵۹۵ | ۰۵ دقیقه ۳۱ ثانیه | ۲۲°۱۲′جنوبی ۱۷۶°۱۲′شرقی / ۲۲٫۲°جنوبی ۱۷۶٫۲°شرقی | ۲۸۱ کیلومتر (۱۷۵ مایل) |                 | [ ۱ ]    |
| ۱۷ دسامبر ۱۸۷  | ۱۸:۰۳:۵۵           | ۹۳         | جزئی  | ۰٫۶۱۲۴ | —                 | ۶۶°۰۶′شمالی ۶۳°۳۰′غربی / ۶۶٫۱°شمالی ۶۳٫۵°غربی   | —                      |                 | [ ۱ ]    |
| ۱۴ مه ۱۸۸      | ۰۴:۴۷:۰۹           | ۶۰         | جزئی  | ۰٫۷۰۱۹ | —                 | ۶۹°۱۸′شمالی ۹°۱۲′غربی / ۶۹٫۳°شمالی ۹٫۲°غربی     | —                      |                 | [ ۱ ]    |
| ۱۲ژوئن ۱۸۸     | ۱۵:۴۵:۴۰           | ۹۸         | جزئی  | ۰٫۰۲۷۲ | —                 | ۶۶°۴۲′جنوبی ۲۳°۴۲′غربی / ۶۶٫۷°جنوبی ۲۳٫۷°غربی   | —                      |                 | [ ۱ ]    |
| ۶ نوامبر ۱۸۸   | ۱۴:۳۷:۳۱           | ۶۵         | کامل  | ۱٫۰۲۱۲ | ۰۱ دقیقه ۱۳ ثانیه | ۷۸°۲۴′جنوبی ۸۰°۵۴′غربی / ۷۸٫۴°جنوبی ۸۰٫۹°غربی   | ۲۲۲ کیلومتر (۱۳۸ مایل) |                 | [ ۱ ]    |
| ۳ مه ۱۸۹       | ۰۷:۵۰:۳۵           | ۷۰         | حلقوی | ۰٫۹۴۷۸ | ۰۵ دقیقه ۴۳ ثانیه | ۳۹°۳۰′شمالی ۹۰°۳۰′شرقی / ۳۹٫۵°شمالی ۹۰٫۵°شرقی   | ۲۱۱ کیلومتر (۱۳۱ مایل) |                 | [ ۱ ]    |
| ۲۷ اکتبر ۱۸۹   | ۰۶:۱۵:۲۸           | ۷۵         | کامل  | ۱٫۰۴۸۵ | ۰۴ دقیقه ۱۰ ثانیه | ۲۷°۴۲′جنوبی ۱۱۴°۴۲′شرقی / ۲۷٫۷°جنوبی ۱۱۴٫۷°شرقی | ۱۶۷ کیلومتر (۱۰۴ مایل) |                 | [ ۱ ]    |
| ۲۲ آوریل۱۹۰    | ۰۸:۲۶:۱۹           | ۸۰         | حلقوی | ۰٫۹۵۵۱ | ۰۵ دقیقه ۴۴ ثانیه | ۷°۴۲′جنوبی ۹۴°۰۰′شرقی / ۷٫۷°جنوبی ۹۴٫۰°شرقی     | ۱۷۴ کیلومتر (۱۰۸ مایل) |                 | [ ۱ ]    |
| ۱۶ اکتبر ۱۹۰   | ۲۰:۵۴:۵۸           | ۸۵         | مرکب  | ۱٫۰۱۵۲ | ۰۱ دقیقه ۳۰ ثانیه | ۱۵°۳۶′شمالی ۹۳°۳۰′غربی / ۱۵٫۶°شمالی ۹۳٫۵°غربی   | ۵۷ کیلومتر (۳۵ مایل)   |                 | [ ۱ ]    |
| ۱۱ آوریل۱۹۱    | ۱۳:۴۶:۴۴           | ۹۰         | جزئی  | ۰٫۸۴۹۹ | —                 | ۷۱°۳۰′جنوبی ۷۵°۰۶′شرقی / ۷۱٫۵°جنوبی ۷۵٫۱°شرقی   | —                      |                 | [ ۱ ]    |
| ۶ اکتبر ۱۹۱    | ۰۶:۱۰:۵۸           | ۹۵         | جزئی  | ۰٫۶۴۴۱ | —                 | ۷۱°۴۲′شمالی ۱۶۳°۳۶′غربی / ۷۱٫۷°شمالی ۱۶۳٫۶°غربی | —                      |                 | [ ۱ ]    |
| ۱ مارس ۱۹۲     | ۱۷:۳۷:۰۸           | ۶۲         | کامل  | ۱٫۰۵۰۷ | ۰۳ دقیقه ۴۴ ثانیه | ۴۷°۴۸′شمالی ۶۶°۱۲′غربی / ۴۷٫۸°شمالی ۶۶٫۲°غربی   | ۳۱۸ کیلومتر (۱۹۸ مایل) |                 | [ ۱ ]    |
| ۲۵اوت ۱۹۲      | ۱۵:۰۴:۰۶           | ۶۷         | جزئی  | ۰٫۹۱۱۲ | —                 | ۷۱°۰۶′جنوبی ۶۴°۳۰′غربی / ۷۱٫۱°جنوبی ۶۴٫۵°غربی   | —                      |                 | [ ۱ ]    |
| ۱۹ فوریه ۱۹۳   | ۱۰:۰۰:۱۱           | ۷۲         | کامل  | ۱٫۰۵۰۹ | ۰۴ دقیقه ۴۷ ثانیه | ۲°۴۸′جنوبی ۶۷°۵۴′شرقی / ۲٫۸°جنوبی ۶۷٫۹°شرقی     | ۱۷۱ کیلومتر (۱۰۶ مایل) |                 | [ ۱ ]    |
| ۱۴اوت ۱۹۳      | ۱۶:۵۰:۵۶           | ۷۷         | حلقوی | ۰٫۹۶۸۳ | ۰۳ دقیقه ۵۶ ثانیه | ۰°۲۴′جنوبی ۳۹°۲۴′غربی / ۰٫۴°جنوبی ۳۹٫۴°غربی     | ۱۱۸ کیلومتر (۷۳ مایل)  |                 | [ ۱ ]    |
| ۸ فوریه ۱۹۴    | ۲۳:۲۶:۰۲           | ۸۲         | حلقوی | ۰٫۹۹۷۷ | ۰۰ دقیقه ۱۲ ثانیه | ۴۹°۰۰′جنوبی ۱۱۹°۵۴′غربی / ۴۹٫۰°جنوبی ۱۱۹٫۹°غربی | ۱۰ کیلومتر (۶٫۲ مایل)  |                 | [ ۱ ]    |
| ۴اوت ۱۹۴       | ۰۱:۳۶:۰۸           | ۸۷         | کامل  | ۱٫۰۲۴۵ | ۰۲ دقیقه ۰۲ ثانیه | ۴۷°۰۰′شمالی ۱۵۹°۵۴′غربی / ۴۷٫۰°شمالی ۱۵۹٫۹°غربی | ۹۶ کیلومتر (۶۰ مایل)   |                 | [ ۱ ]    |
| ۲۹ژوئیه ۱۹۵    | ۰۶:۰۲:۳۷           | ۹۲         | جزئی  | ۰٫۳۸۴۰ | —                 | ۶۹°۲۴′جنوبی ۷۹°۱۸′غربی / ۶۹٫۴°جنوبی ۷۹٫۳°غربی   | —                      |                 | [ ۱ ]    |
| ۲۵ژوئن ۱۹۵     | ۰۹:۴۳:۲۴           | ۵۹         | جزئی  | ۰٫۴۱۵۷ | —                 | ۶۵°۵۴′جنوبی ۸۱°۳۰′شرقی / ۶۵٫۹°جنوبی ۸۱٫۵°شرقی   | —                      |                 | [ ۱ ]    |
| ۲۴ژوئن ۱۹۵     | ۱۶:۳۶:۳۹           | ۹۷         | جزئی  | ۰٫۶۴۵۷ | —                 | ۶۸°۳۰′شمالی ۱۲۹°۰۶′شرقی / ۶۸٫۵°شمالی ۱۲۹٫۱°شرقی | —                      |                 | [ ۱ ]    |
| ۱۹ دسامبر ۱۹۵  | ۱۱:۱۳:۲۵           | ۶۴         | حلقوی | ۰٫۹۵۱۹ | —                 | ۶۵°۲۴′شمالی ۶۴°۴۸′شرقی / ۶۵٫۴°شمالی ۶۴٫۸°شرقی   | —                      |                 | [ ۱ ]    |
| ۱۴ژوئن ۱۹۶     | ۰۲:۱۴:۲۲           | ۶۹         | کامل  | ۱٫۰۴۹۸ | ۰۴ دقیقه ۵۴ ثانیه | ۱۳°۱۸′جنوبی ۱۷۲°۴۸′غربی / ۱۳٫۳°جنوبی ۱۷۲٫۸°غربی | ۲۰۷ کیلومتر (۱۲۹ مایل) |                 | [ ۱ ]    |
| ۷ دسامبر ۱۹۶   | ۱۴:۱۹:۳۸           | ۷۴         | حلقوی | ۰٫۹۶۶۲ | ۰۴ دقیقه ۰۲ ثانیه | ۷°۱۲′جنوبی ۳°۱۸′شرقی / ۷٫۲°جنوبی ۳٫۳°شرقی       | ۱۲۷ کیلومتر (۷۹ مایل)  |                 | [ ۱ ]    |
| ۳ژوئن ۱۹۷      | ۱۳:۵۶:۱۱           | ۷۹         | حلقوی | ۰٫۹۹۸۱ | ۰۰ دقیقه ۱۱ ثانیه | ۳۱°۵۴′شمالی ۲°۴۲′شرقی / ۳۱٫۹°شمالی ۲٫۷°شرقی     | ۷ کیلومتر (۴٫۳ مایل)   |                 | [ ۱ ]    |
| ۲۷ نوامبر ۱۹۷  | ۰۰:۴۴:۲۸           | ۸۴         | کامل  | ۱٫۰۱۹۸ | ۰۱ دقیقه ۳۵ ثانیه | ۴۵°۱۲′جنوبی ۱۶۷°۰۰′غربی / ۴۵٫۲°جنوبی ۱۶۷٫۰°غربی | ۷۵ کیلومتر (۴۷ مایل)   |                 | [ ۱ ]    |
| ۲۳ مه ۱۹۸      | ۱۸:۲۴:۵۸           | ۸۹         | حلقوی | ۰٫۹۴۴۰ | ۰۳ دقیقه ۳۴ ثانیه | ۷۱°۴۲′شمالی ۱۷۲°۰۶′غربی / ۷۱٫۷°شمالی ۱۷۲٫۱°غربی | ۸۹۲ کیلومتر (۵۵۴ مایل) |                 | [ ۱ ]    |
| ۱۶ نوامبر ۱۹۸  | ۱۵:۴۹:۳۷           | ۹۴         | جزئی  | ۰٫۸۷۷۹ | —                 | ۶۲°۴۲′جنوبی ۱۵۶°۱۲′غربی / ۶۲٫۷°جنوبی ۱۵۶٫۲°غربی | —                      |                 | [ ۱ ]    |
| ۱۳ آوریل۱۹۹    | ۰۴:۴۱:۴۰           | ۶۱         | جزئی  | ۰٫۷۶۶۷ | —                 | ۶۱°۰۶′جنوبی ۱۴۰°۱۸′غربی / ۶۱٫۱°جنوبی ۱۴۰٫۳°غربی | —                      |                 | [ ۱ ]    |
| ۷ اکتبر ۱۹۹    | ۱۹:۰۶:۱۰           | ۶۶         | حلقوی | ۰٫۹۹۰۵ | ۰۰ دقیقه ۴۰ ثانیه | ۵۵°۴۸′شمالی ۱۷°۴۸′غربی / ۵۵٫۸°شمالی ۱۷٫۸°غربی   | ۱۳۴ کیلومتر (۸۳ مایل)  |                 | [ ۱ ]    |
| ۱ آوریل۲۰۰     | ۱۱:۵۹:۳۸           | ۷۱         | مرکب  | ۱٫۰۱۳۹ | ۰۱ دقیقه ۱۷ ثانیه | ۱۱°۴۸′جنوبی ۴۵°۵۴′شرقی / ۱۱٫۸°جنوبی ۴۵٫۹°شرقی   | ۵۰ کیلومتر (۳۱ مایل)   |                 | [ ۱ ]    |
| ۲۶ سپتامبر ۲۰۰ | ۰۲:۲۳:۴۶           | ۷۶         | حلقوی | ۰٫۹۵۱۷ | ۰۵ دقیقه ۰۸ ثانیه | ۱۳°۰۰′شمالی ۱۷۴°۰۶′غربی / ۱۳٫۰°شمالی ۱۷۴٫۱°غربی | ۱۸۳ کیلومتر (۱۱۴ مایل) |                 | [ ۱ ]    |